# Ernesto do Canto
Ernesto do Canto (Prestes, Ponta Delgada, 12 de Dezembro de 1831 — Ponta Delgada, 21 de Agosto de 1900) foi um historiador, bibliófilo e político português que se distinguiu pela organização e publicação do Arquivo dos Açores. A sua excepcional biblioteca, que inclui um conjunto alargado de obras referentes aos Açores, entre as quais várias raridades, foi legada à Biblioteca Pública e Arquivo de Ponta Delgada.

## Biografia
Ernesto do Canto nasceu no seio de uma das mais influentes famílias da ilha de São Miguel. O seu pai foi o político e terratenente micaelense José Caetano Dias do Canto e Medeiros, um activista liberal e um dos líderes do movimento de afirmação política de Ponta Delgada face à situação de capital açoriana que Angra do Heroísmo tinha desfrutado durante o período de existência da Capitania-Geral dos Açores. Foi irmão do bibliófilo José do Canto.
Fez estudos preparatórios na cidade de Ponta Delgada, e depois de ter estado alguns meses no Lameiro, Ribeirinha, a praticar agricultura com um agrónomo inglês, partiu em 1850 para Lisboa, onde frequentou durante um ano a Escola Académica de António Florêncio dos Santos, na Calçada do Sacramento. Ingressou em 1851 na Universidade de Coimbra, frequentando a Faculdade de Filosofia. Foi aluno distinto, tendo concluído a formatura a 25 de Julho de 1856.
Terminado o curso, fixou-se em Ponta Delgada, onde se dedicou aos negócios da família e à investigação histórica, a sua paixão de toda a vida.
Adquiriu toda a bibliografia referente aos Açores de que teve conhecimento, mandando copiar à sua custa múltiplos documentos constantes dos arquivos de várias cidades europeias. Para além de coleccionar livros e documentos, encetou a sua edição, fundando para tal o Arquivo dos Açores, para o qual adquiriu uma tipografia própria e criou uma equipa que chegou a ter uma dezena de assalariados.
Ernesto do Canto publicou no Arquivo dos Açores muitos dos documentos que conseguiu coleccionar e reimprimiu muitas das obras raras que conseguiu adquirir em alfarrabistas de todo o mundo.
Tendo obtido grande prestígio pela sua filantropia e pela forma como geria a sua grande casa, foi convidado a assumir a primeira presidência da Junta Geral do Distrito Autónomo de Ponta Delgada, criada na sequência da entrada em vigor do Decreto de 2 de Março de 1895 que concedeu autonomia administrativa aos distritos açorianos que a solicitassem. Foi também membro da comissão administrativa do porto de Ponta Delgada, vereador da Câmara Municipal daquela cidade e provedor da sua Santa Casa da Misericórdia. Integrou numerosas comissões de filantropia, instrução e beneficência, para as quais foi um generoso contribuidor.
Por disposição testamentária, legou à Biblioteca Pública de Ponta Delgada a sua valiosa biblioteca e hemeroteca. Aquelas colecções constituem um dos núcleos mais valiosos da actual Biblioteca Pública e Arquivo Regional de Ponta Delgada.
Ernesto do Canto foi sócio da Academia das Ciências de Lisboa, eleito a 10 de Março de 1887, e da Sociedade de Geografia de Lisboa, entre muitas outras agremiações culturais e científicas. A sua principal obra é o Arquivo dos Açores, cujos primeiros 12 volumes foram publicados sob a sua direcção e na sua própria oficina tipográfica. Após a sua morte, os sócios da Sociedade de Geografia de Lisboa residentes em São Miguel reuniram-se a 22 de Abril de 1903, no consistório da Santa Casa da Misericórdia de Ponta Delgada, tendo decidido dar continuidade ao projecto do Arquivo dos Açores. Ficou nomeado para coordenar a publicação o naturalista Francisco Afonso Chaves, sob cuja direcção se publicaram os volumes 13 e 14 da obra.
Encontra-se colaboração da sua autoria na revista Contemporânea (1915-1926).
Casou com a sua sobrinha Margarida Leite do Canto, filha do seu irmão primogénito André do Canto.
Faleceu aos 68 anos de idade na sua residência de verão na Canada dos Prestes, na freguesia de São Roque, a mesma casa onde nascera, a 21 de Agosto de 1900.

## Obras publicadas
- Arquivo dos Açores (foi editor dos primeiros 12 volumes, subsidiando a sua impressão e pagando a maior parte das transcrições documentais);
- Biblioteca Açoriana (notícia bibliográfica das obras impressas e manuscritas concernentes aos Açores);
- Os Corte-Reaes : memoria historica, acompanhada de muitos documentos ineditos. Tip. do Archivo dos Açores, Ponta Delgada, 1883;
- "Quem deu o nome ao Labrador", in Arquivo dos Açores, vol. XII (353);
- Centenário da descoberta da América por Cristóvão Colombo (1492-1892). Ponta Delgada: Tipografia do Arquivo dos Açores, 1892;
- Notícia sobre as igrejas, ermidas e altares da ilha de São Miguel. Ponta Delgada;
- Ensaio bibliográfico. Ponta Delgada: Tipografia do Arquivo dos Açores, 1888;
- "Centenário do Infante D. Henrique". In: Arquivo dos Açores, vol. IV: p. 433.